# Police municipale de Paris
Ne doit pas être confondu avec Agent de surveillance de Paris et Inspecteur de sécurité de la ville de Paris qui dépendent aussi de la  Direction de la police municipale et de la prévention.
La police municipale de Paris est une branche de la Direction de la police municipale et de la prévention qui est un service de la mairie de Paris. À sa création, sans arme létale, elle a pour missions « d'assurer la sécurité dans l'espace public », « sanctionner les incivilités » et « faire de la prévention ».
Instaurée en décembre 1254 sous le nom de guet de Paris, après sa dissolution en 1800, elle est recréée le 2 juin 2021 par la maire de Paris Anne Hidalgo. Le recrutement se fait sur la base d'une sélection physique, réglementaire et psychologique, identique à celle qui est réalisée par le Centre national de la fonction publique territoriale (CNFPT) des policiers municipaux des autres collectivités territoriales. Les 154 premiers agents sont retenus en 2021. Il est prévu qu'en 2026 l'effectif atteigne 3 400 agents, par recrutement interne d'inspecteurs de sécurité de la ville de Paris (ISVP) et d'agents de surveillance de Paris (ASP) et par recrutement externe tous après concours. Cela amène à un effectif de 5 000 personnes pour la sécurité de la ville.
Elle est répartie en dix-sept divisions « de tranquillité publique », soit une par mairie d'arrondissement. Chaque division étant découpée en micro-quartiers afin que les policiers municipaux qui y patrouillent aient une connaissance fine de leur environnement.

## Historique

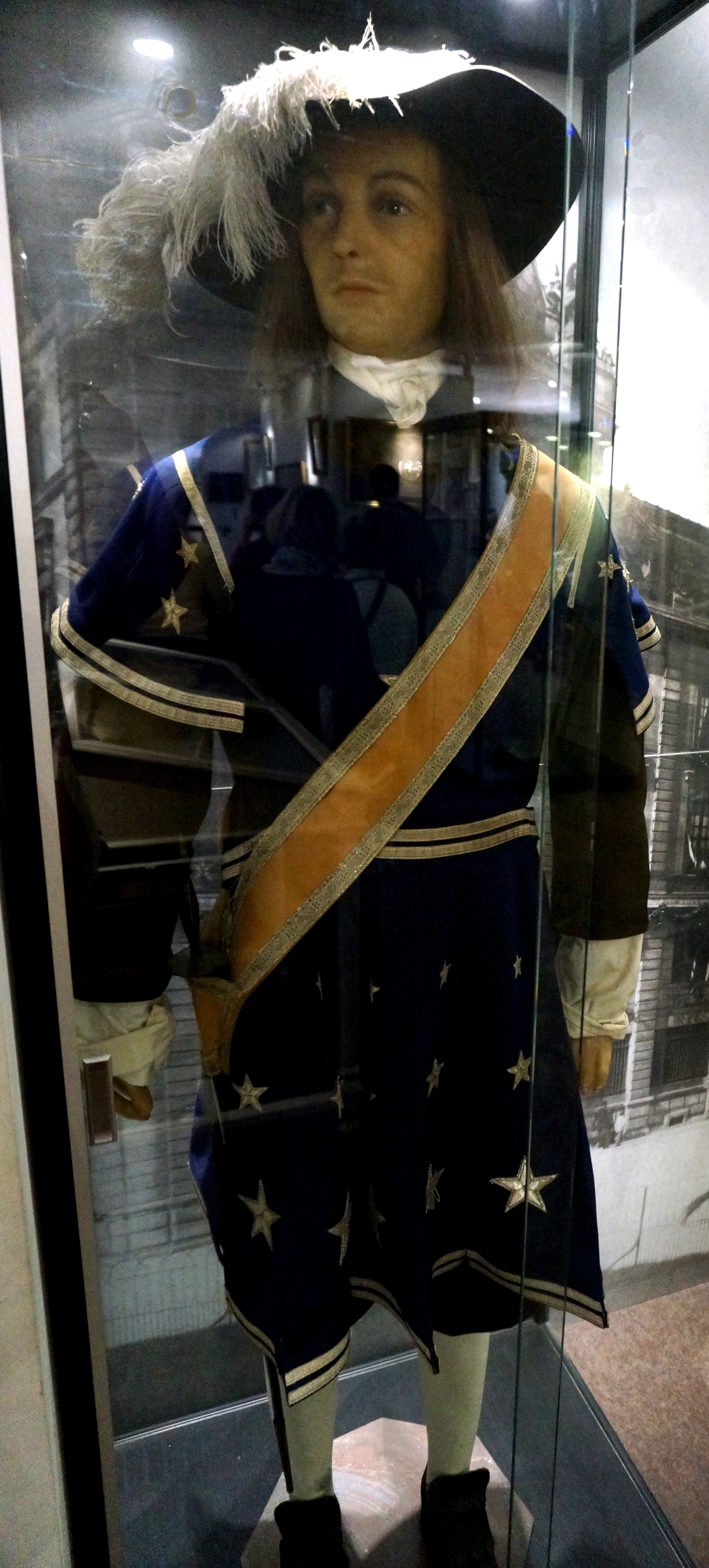
Archer du guet, compagnie de l'étoile. 1660.

Emprunté à la Grèce puis à l'Empire romain, le système de surveillance des villes s'étend à la Gaule. La mention du guet de Paris apparait dans un Olim du Parlement de Paris où une ordonnance de Saint Louis de décembre 1254 instaure le « Chevalier du guet » qui commande le guet royal destiné aux rondes, soit une compagnie de vingt sergents à cheval et vingt-six sergents à pied à la charge du roi, et le guet assis formant plusieurs corps de garde fixes, auxquels il peut être fait appel, constitué d'hommes désignés par les communautés de commerçants et d'artisans désignés sous l'égide du prévôt des marchands de Paris. Louis XV décide de ne nommer aucun successeur « Chevalier du guet », selon un arrêté de du 31 mars 1733. Cependant, le guet persiste, commandé par un seul officier dont dépendent toutes les compagnies d'ordonnance. Ainsi, à la Révolution, le guet de Paris comprend 69 archers à pied, 111 à cheval et une troupe d'infanterie de 852 hommes.
Dès le 13 juillet 1789, la garde nationale de Paris se constitue et assure la sécurité intérieure et extérieure de la ville. Après le 14 juillet, la commune de Paris procède à l'élection d'une municipalité qui crée elle-même, le 25 juillet, un comité provisoire de police, sûreté et tranquillité. Ainsi par transfert au maire des pouvoirs de police ce dernier prend le rôle du lieutenant général de police. Une loi du 27 juin 1790 réorganise la police parisienne en plaçant à la tête des quarante-huit sections un commissaire de police élu, chacun étant assisté par seize commissaires de section, également élus. Ceux-ci deviennent bientôt des officiers de paix tandis que les commissaires de police sont placés sous les ordres directs du maire. Plusieurs épisodes amènent la Commune de Paris, forte de la journée du 10 août 1792, à se positionner comme un protagoniste du partage du pouvoir exécutif. Il y a donc opposition entre le conseil général de la Commune et la Convention nationale. À terme, la défaite du conseil de la Commune de Paris, marquée par la loi du 19 vendémiaire an IV (11 octobre 1795) qui supprime la municipalité unique, explique que le maire de Paris est privé de tout pouvoir de police. Ainsi peu après le coup d'État du 18 brumaire (9 novembre 1799) le statut de la police de la ville de Paris découle de l'article 16 de la loi du 28 pluviôse an VIII (17 février 1800) précisé par l'arrêté consulaire du 12 messidor an VIII (1er juillet 1800). Elle définit comme seul responsable le préfet de police de Paris, représentant de l'État. Frédéric Lenormand peut alors, encore en 2003, écrire : « La situation que nous connaissons de nos jours est tributaire d’un affrontement qui eut lieu entre 1792 et 1795 entre la mairie et les députés ! ».
La loi du 31 décembre 1975 rétablit la fonction de maire de Paris. Dès lors, hormis Bertrand Delanoë, tous les maires émettent un avis tour à tour défavorable puis favorable quant à une nouvelle création d'une police municipale. Ceci s'observe durant les mandats de Jacques Chirac,, Jean Tiberi, et Anne Hidalgo,. Dans ce contexte la loi du 28 février 2017 relative au statut de Paris et à l'aménagement métropolitain transfert certaines compétences de police au maire de Paris,, mais une nouvelle modification législative est nécessaire pour que Paris se dote d'une police. Un amendement visant à permettre la création de cette police municipale est rejeté en octobre 2019 par le Sénat et en novembre 2019 par l'Assemblée nationale. Puis s'ouvre la campagne municipale de 2020 au cours de laquelle diverses positions sont prises. Les unes favorables au projet envisagent une police municipale armée alors que d'autres s'opposent au port d'arme létale voire rejettent toute création.
Finalement, la nécessité d'une police municipale parisienne est intégrée à l'article 4 de la loi pour une sécurité globale préservant les libertés, adopté par l'Assemblée nationale le 19 novembre 2020 et promulguée le 25 mai 2021. Ceci permet sa création lors d'un vote du Conseil de Paris, présidé par Anne Hidalgo, le 2 juin 2021. Le 18 octobre 2021, avec un premier effectif de 154 membres — promotion Cîteaux — la police municipale est présente à Paris,. Puis, au rythme de deux à quatre promotions par an, elle atteint le 12 juillet 2024, lors de la dixième promotion, dénommée Baudoyer, environ 1 900 agents. Ceci en fait, par son effectif, la première police municipale de France.

## Organisation opérationnelle

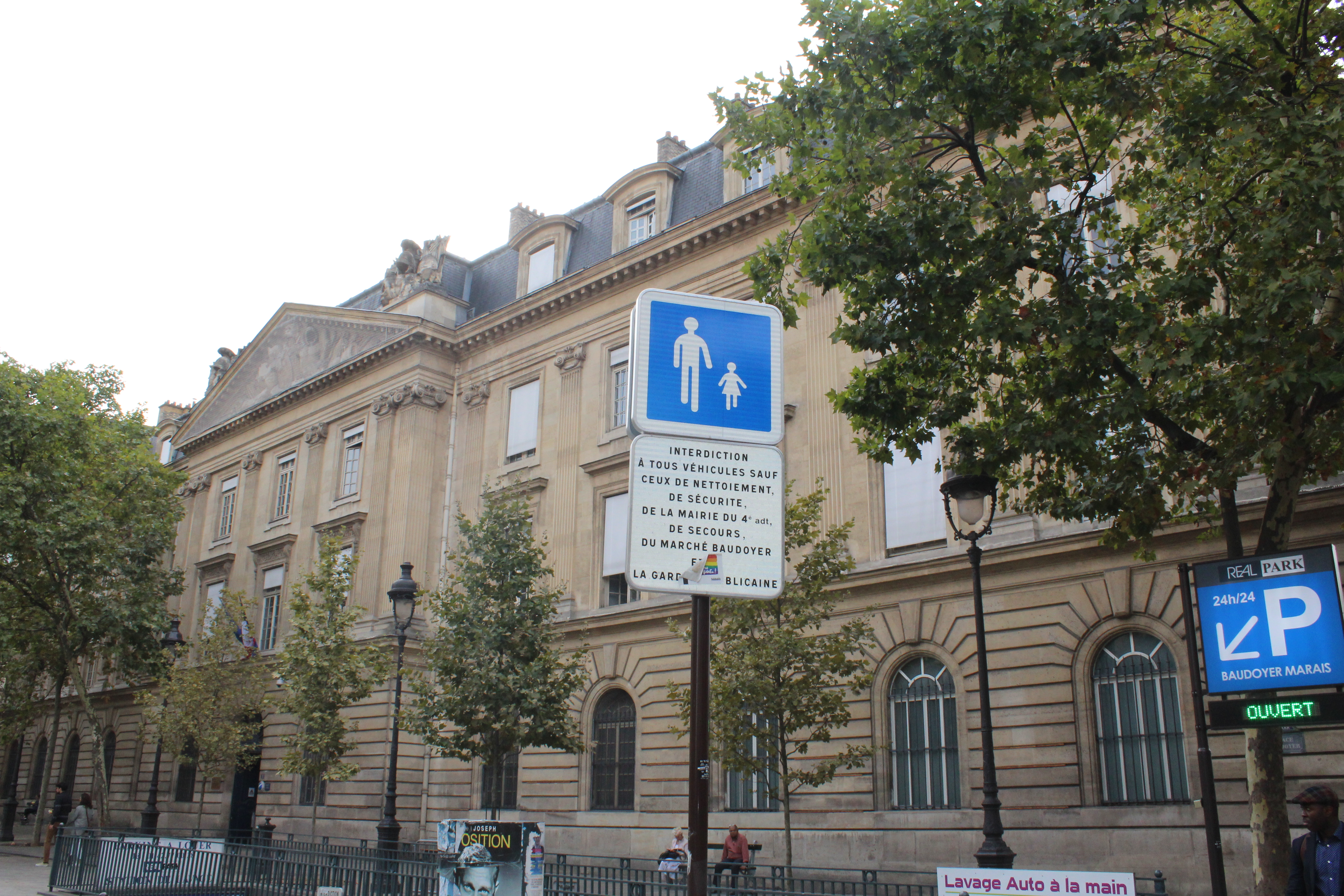
Façade ouest de la caserne Napoléon. Place Baudoyer. Paris. 2017.

La police municipale de Paris est une branche de la Direction de la police municipale et de la prévention (DPMP), service de la mairie, dont la salle de commandement opérationnelle est installée au sein de la caserne Napoléon, située place Baudoyer dans le 4e arrondissement de Paris. Il est prévu de la doter en 2021 d'un budget de 184 M€ (environ 100 euros par habitant)[réf. nécessaire]. Le Directeur de la police municipale et de la prévention, depuis janvier 2019, Michel Felkay (commissaire général de police) est à sa tête,. Cette police est ordonnée selon 17 divisions territoriales — dites de tranquillité — correspondant aux territoires des 17 mairies de la capitale,. 
Toutefois il n'y a pas de création de commissariats. Ces policiers patrouillent à pied et à vélos tout-terrain — en juillet 2022, la dotation est de 400 vélos électriques ou non — suivant des « parcours de tranquillité publique », l'objet étant une meilleure connaissance réciproque des agents et des usagers. Ils stationnent aussi selon 9 points de rencontre fixes — totems fixes « Rencontrez votre police municipale » — et pour chaque arrondissement ils peuvent signaler leur présence par un totem mobile. Enfin elle dispose aussi d’un département dédié à la prévention, la médiation et l’accompagnement des publics vulnérables, et des services spécialisés (unité motocycliste,  de nuit, cynophile, d'assistance aux sans-abris), qui ont une vocation transversale. Ces unités sont pilotées au niveau central afin d’appuyer et de renforcer les unités territoriales. Pour assurer toutes ces missions, la police municipale est dotée de véhicules thermiques — Ford Tourneo Connect — et de voitures électriques — Volkswagen ID.3.

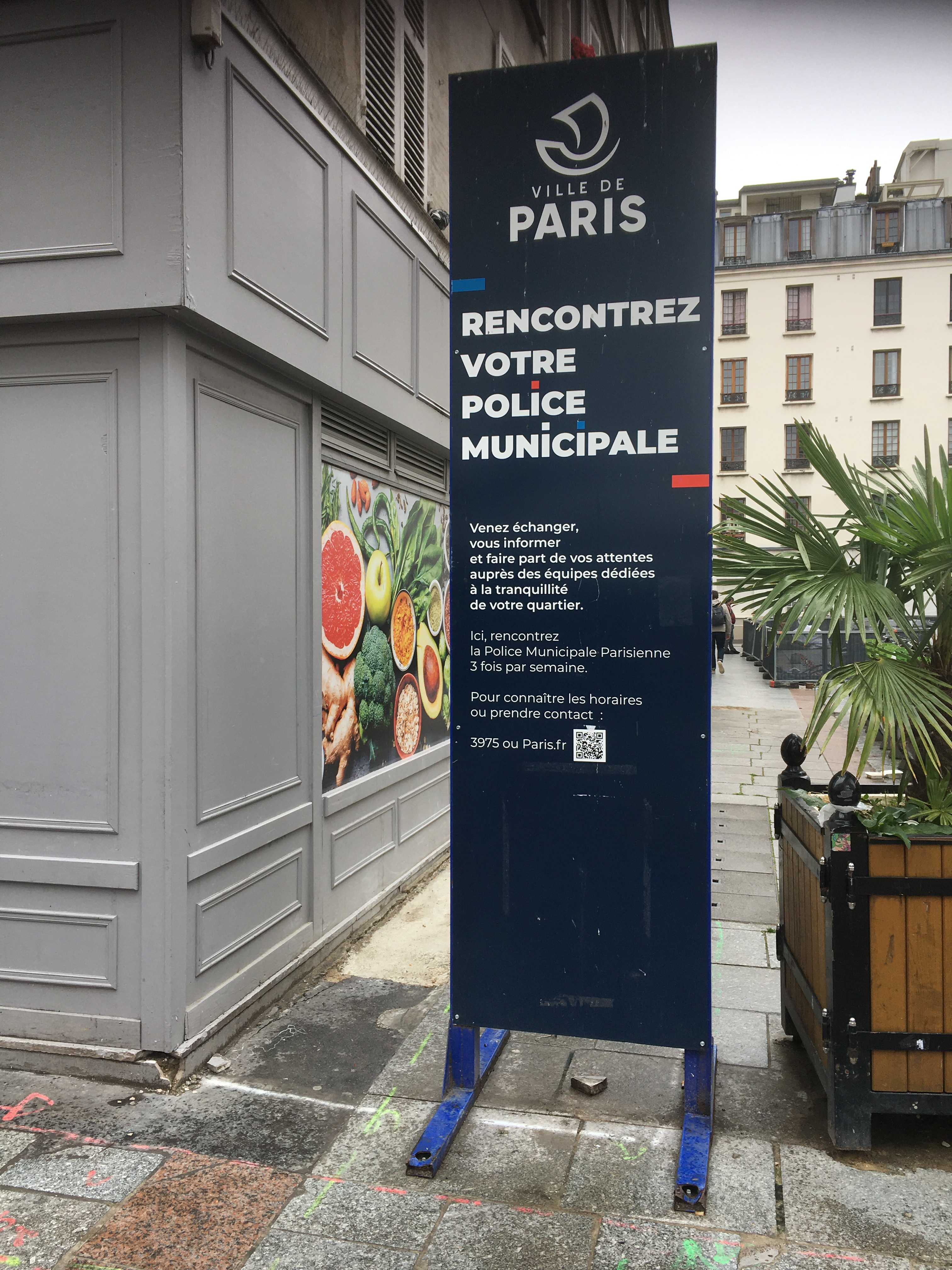
Totem fixe. Angle de la rue Cler et de la rue du Champ-de-Mars. Paris. 2024.

Ces « gardiens-brigadiers de police municipale de Paris », qui peuvent devenir des « brigadiers-chefs principaux » reçoivent une formation dispensée par l'École des métiers de la sécurité et de la prévention (EMSP), créée au printemps 2021 et située, depuis le 29 avril 2024, rue Nicolas-Appert. Elle siège précisément dans les locaux emblématiques où s’est passé l'attentat contre Charlie Hebdo. L'enseignement est analogue à celui prodigué par le Centre national de la fonction publique territoriale (CNFPT) auquel s'adjoignent quatre modules spécifiques visant les formations de base aux premiers secours, contre le harcèlement de rue, contre les violences envers les femmes, les hommes et les enfants et enfin contre les LGBTphobies. Recrutés initialement parmi les agents de surveillance de Paris (ASP) et les inspecteurs de sécurité de la ville de Paris (ISVP), ultérieurement il est prévu un concours avec recrutement interne et externe. Ainsi en 2026, un effectif de 3 400 agents de police municipale complété par 1 600 agents de statut différent doit assurer une politique de sécurité et de tranquillité publique dans la ville de Paris.

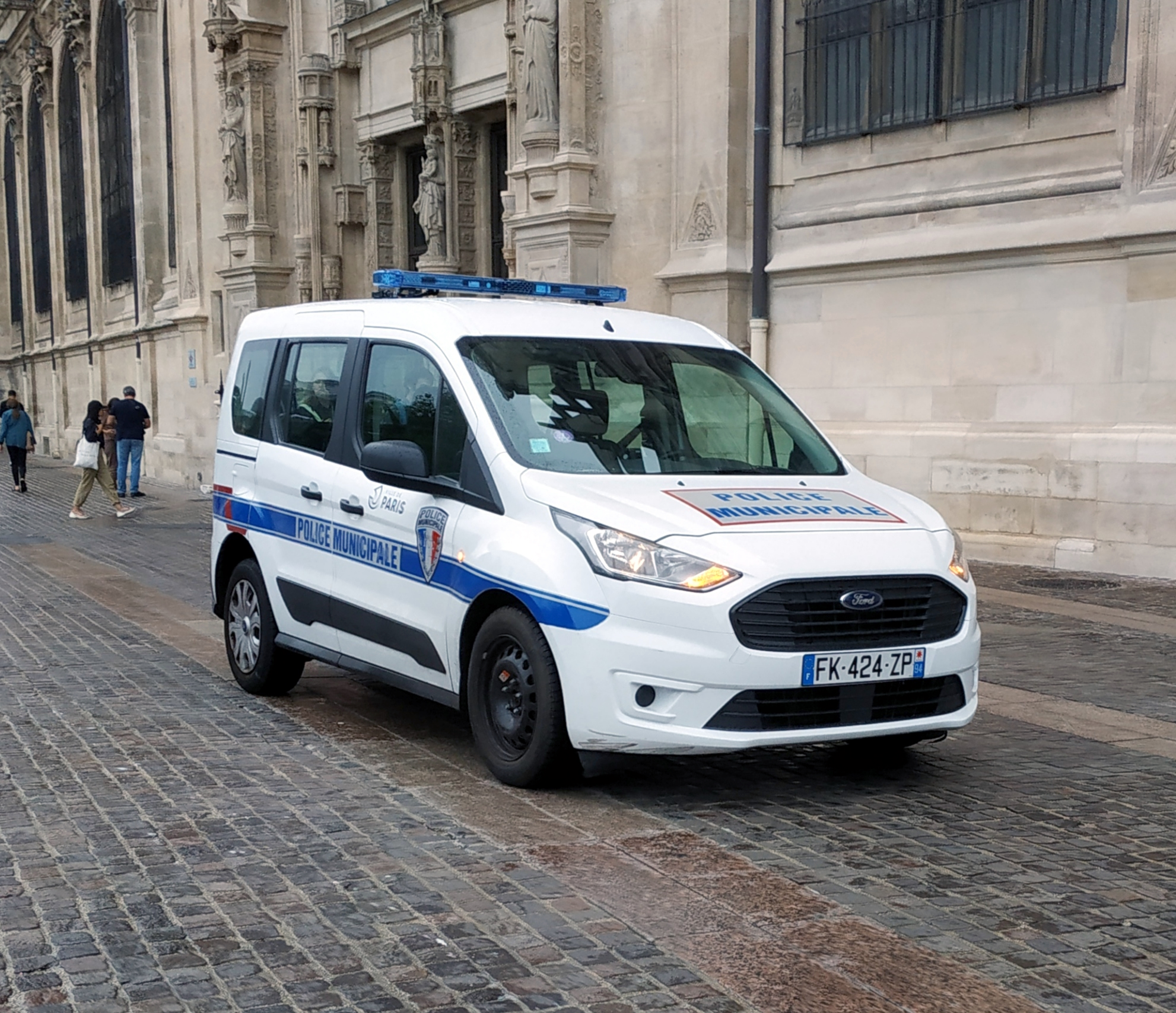
Ford Tourneo Connect de la police municipale de Paris stationnant rue Rambuteau. Paris. 2022.

Plusieurs décrets créent les corps de la police municipale de Paris avec leurs grades et leurs échelons :
- le corps de catégorie A de directeur de police municipale de Paris comprend deux grades[35],[36] ;
  - directeur principal de police municipale de Paris,
  - directeur de police municipale de Paris.
- le corps de catégorie B de chef de service de police municipale de Paris comprend trois grades[37],[38] ;
  - chef de service de police municipale principal de 1e classe,
  - chef de service de police municipale principal de 2e classe, 
  - chef de service de police municipale.
- le corps de catégorie C des agents de police municipale de Paris comprend deux grades[34],[39] ;
  - brigadier-chef principal de police municipale de Paris,
  - gardien-brigadier de police municipale de Paris.

## Missions
Il est décrété que « Les membres du corps des agents de police municipale de Paris exécutent, sous l'autorité du maire de Paris, les missions relevant de la compétence de celui-ci en matière de prévention et de surveillance du bon ordre et de la tranquillité, de la sécurité et de la salubrité publiques. » Pour accomplir ces missions, par choix du maire, Anne Hidalgo, l'équipement des policiers parisiens ne fait appel à aucune arme létale ni au pistolet à impulsion électrique, comme 42 % des policiers municipaux français. Il est constitué uniquement d'éléments servant à protéger les fonctionnaires avec un gilet pare-balles, un tonfa, une bombe lacrymogène de 300 ml et une paire de menottes. Après une phase de test du 15 février 2023 au 30 avril 2023 avec six caméras-piéton Motorola — 1 000 euros l’unité — 221 en munissent les policiers depuis le 22 novembre 2023. Leur nombre doit atteindre 450 lors des Jeux olympiques d'été de 2024.
Dès le 13 octobre 2021 est signée une convention de coordination entre la police municipale de Paris et la police nationale — conformément à la loi au-delà de trois agents —, cette dernière ne se départit pas de ses missions. Elle reste responsable de la lutte contre la délinquance et le trafic de stupéfiants. Elle demeure engagée contre les violences urbaines et contre l'insécurité routière tout en constituant un instrument de prévention. Elle maintient l'ordre public notamment lors des manifestations revendicatives. Elle veille aux flux migratoires et lutte contre le travail clandestin. Elle protège le pays contre la menace extérieure et le terrorisme.
Ces « agents de police judiciaire adjoints » n'ont pas de pouvoirs pour réaliser de contrôle d'identité, de fouille, recevoir un dépôt de plainte ou prendre part à la lutte contre la drogue. La police municipale de Paris, disponible 24 heures sur 24 et 7 jours sur 7, se définit comme une police de proximité — Michel Felkay indique œuvrer en ce sens —, et non pas une police d’intervention urgente. Son objectif est de permettre à la police nationale de se recentrer sur ses missions prioritaires. Certes elle « peut intervenir pour un flagrant délit, […] a « une capacité d'intervention, de contrainte de corps », mais l'interpellation et la mise en garde à vue, « c'est le rôle de la police nationale » ». À l'inverse elle peut sanctionner toutes les incivilités (jets de mégots, épanchements d'urine, dépôts sauvages, nuisances sonores). Pour le domaine routier elle est compétente pour les contraventions des 4 premières classes — par exemple le stationnement sauvage, le respect des bandes cyclables, les feux rouges, les téléphones portables au volant, les limitations de vitesse (mises en test en octobre 2024, en 2025 il est prévu une dotation totale de 30 jumelles radars,). Ceci intéresse aussi les infractions commises par les cyclistes — emprunter les trottoirs, non-respect de la signalisation, port  d’écouteurs, etc. Ainsi alors qu’elle est dotée de dix radars pour contrôler leur vitesse, il en est prévu trente fin 2025. Concernant une contravention de 5e classe, exceptionnellement elle peut faire un rapport transmis alors au parquet. Il est prévu qu'elle fasse respecter les normes antipollution (vignettes Crit'air), le partage de l'espace public (trottoirs, règlementation des étalages et terrasses, espaces verts, piétonnisation, Paris Respire, etc.). En 2022, plus d’un million-deux-cents mille procès-verbaux sont établis.
Les agents de la police municipale de Paris sont aidés par la vidéoverbalisation. Les écrans sont situés pour partie dans leur salle de commandement opérationnel. Ainsi mi-décembre 2022 la ville de Paris vote l'installation de 320 caméras qui s’ajoutent aux 4 500 de la préfecture de police déjà en place, dont 900 caméras se situent sur la voie publique. Certains déplorent leur existence alors que la mairie défend « un choix pragmatique » et insiste sur l'absence de tout système de reconnaissance faciale.
L'ensemble de son action, comme celle de tous les agents de la Direction de la police municipale et de la prévention, est encadrée par un comité d'éthique indépendant selon l'arrêté publié au Bulletin officiel de la ville de Paris le 4 janvier 2022. Celui-ci peut notamment être saisi par n'importe quel Parisien.
La seule présence de la police municipale doit permettre de rassurer chaque quartier.

## Coopérations
Il existe une coopération avec les forces de l'ordre de la préfecture de police. Ainsi les agents en nombre pratiquent une trentaine d’opérations par semaine dans les arrondissements. Qu’il s’agisse de vendeurs à la sauvette à la Tour Eiffel ou au Louvre dont le matériel, caché dans des trappes ou dans des buissons, ne peut être saisi que par la police nationale. Les opérations anti-tuk-tuk visent à vérifier qu’ils sont homologués. Dans le cas contraire la police nationale peut dresser des procès-verbaux et la police municipale fait emporter les engins à la fourrière. La coopération se fait aussi avec la sécurité privée. Que cela soit celle de la Tour Eiffel, du Louvre ou des grands magasins. À l’inverse, des contrats sont passés ainsi, sous l’autorité de policiers municipaux, lors du 14 juillet, de la Foire du Trône, de la Nuit blanche des agents de la sécurité privée peuvent assurer le filtrage, la déviation d’une rue, etc....